# Manuel España

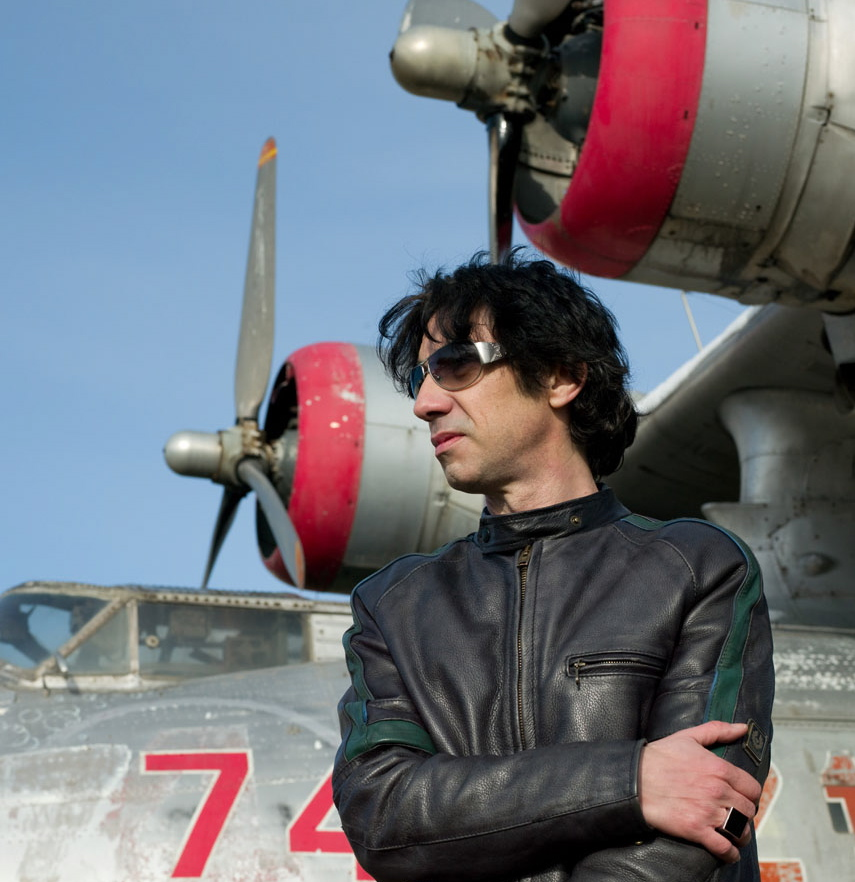
Manuel España en Cuatro Vientos

 Manuel España Santaella (Granada, Andalucía, 20 de junio de 1966) es un músico y cantante español, conocido por ser la voz de los grupos La Guardia y Chamaco, además de ser compositor y guitarrista.

## Biografía
A los seis años empezó a tocar la guitarra española y a los nueve ya sabía tocar bulerías, soleares y demás palos flamencos. En esa época empezó a estudiar música en el Real Conservatorio Superior de Granada.
A finales de los setenta y principios de los ochenta, e influido por bandas como Los Brincos, Burning, Trastos y Tequila, decidió cambiar su guitarra española por una guitarra eléctrica y formar varios grupos, hasta dar en 1982 con Juan Enrique Moreno y Carlos Gilabert, formando su primera banda semiprofesional, La Guardia del Cardenal Richelieu.
Tras la realización de su primera maqueta fueron fichados por un sello independiente de Málaga, llamado La Sepulvedana, teniendo que firmar el contrato discográfico los padres de Manuel, debido a que apenas rozaban los 15 años de edad, grabando así su primer disco, que contenía dos canciones: Las mil y una noches y Televisión, un sencillo de sonido techno que tuvo muy buenas críticas por parte de la prensa especializada, pero con escasa promoción. 
Después de varios conciertos decidieron ampliar la banda y sustituir la caja de ritmos por el batería Emilio Muñoz y el guitarra Joaquín Almendros.
En 1985 ganan el certamen de Pop Rock de Fuengirola y graban un maxisencillo como premio que les ayudó poco después para firmar con el sello Tuboescape Records.
En 1986 Manolo y sus compañeros viajaron hasta Londres para grabar su primer álbum de estudio titulado «Noches como ésta».
Ya en 1989 consiguieron firmar con Zafiro, después de entregar una maqueta a Tibu, el entonces productor de 091, grupo con el que Manuel España estaba colaborando en la grabación de «Debajo de las piedras».
La maqueta contenía uno de sus temas talismán, Mil calles llevan hacia ti, una canción directa que cambió para siempre el rumbo del grupo. Zafiro les pidió cinco temas igual de buenos como condición para firmar,publicando así «Vámonos» un disco que vendió más de dos millones de copias y les permitió realizar 121 conciertos en un año. En febrero de 1990 vuelven a hacer diana en la lista de discos más vendidos con «Cuando brille el Sol».
Manuel estuvo en La Guardia con gran éxito hasta 1997, llegando a grabar varios discos en Los Ángeles con Dusty Wakeman, gran productor estadounidense de Roy Orbison, y poseedor de un Grammy.
Ya en 2000, Manuel reapareció con su nuevo grupo, Chamaco, con el que publicó dos álbumes: Chamaco y Desayuno para chihuahuas. 
En 2003 decide volver a formar La Guardia, impulsado principalmente por las peticiones del público, que reclamaba volver a ver al grupo en vivo, grabando así en 2004 un disco en directo, producido por Carlos Goñi y titulado «Ahora», una grabación hecha sin pausa, como los antiguos vinilos.
Manuel España sigue componiendo y consigue fichar por Vale Music y publicar «Sobre ruedas» un disco repleto de canciones nuevas que vio la luz en 2007. Este mismo año Manuel recoge el premio de la radio a su trayectoria musical de la mano de Punto Radio en el Museo Guggenheim Bilbao.
En 2008, La Guardia publica un disco en conmemoración del vigésimo quinto aniversario de la banda, con colaboraciones especiales, titulado 25 años no es nada. Es grabado y producido en Madrid entre enero y marzo de 2008, y reúne doce grandes éxitos de la agrupación, versionados por Manuel España a dúo con los artistas Lamari de Chambao, Álvaro Urquijo de Los Secretos, Mikel Erentxun, Ariel Rot, Raimundo Amador, Susana Alva de Efecto Mariposa, Chenoa, Los Delinqüentes, Cómplices, Javier Ojeda de Danza Invisible, Juan Valverde "Juanolo" de La Caja de Pandora y Álvaro Benito de Pignoise, grupo con el que Manuel colaborará dos años más tarde en «Cuestión de directo». También realizará una versión del famoso Cuando brille el sol junto a Melocos.
A principios de 2010 se publica «Tumbado al borde de la luna», otro álbum lleno de temas inéditos que Manuel define como el disco más positivo de La Guardia.
En 2011, La Guardia publica un nuevo álbum, «Buena gente» 
Este 2017 La Guardia celebran sus 35 años con un disco de estudio compuesto por Manuel para la ocasión, titulado "Por La Cara" para el sello a Diagonal music.